# Zákoutí (Benecko)
Zákoutí (německy Hinterwinkel) je malá vesnice, část obce Benecko v okrese Semily. Nachází se asi tři kilometry jihozápadně od Benecka.
Zákoutí leží v katastrálním území Horní Štěpanice o výměře 5,52 km².

## Historie
První písemná zmínka o vesnici pochází z roku 1337.
V letech 1869–1950 byla vesnice součástí obce Horní Štěpanice a od roku 1961 se stala součástí obce Benecko.

## Obyvatelstvo
| Rok            | 1869 | 1880 | 1890 | 1900 | 1910 | 1921 | 1930 | 1950 | 1961 | 1970 | 1980 | 1991 | 2001 | 2011 | 2021 |
| -------------- | ---- | ---- | ---- | ---- | ---- | ---- | ---- | ---- | ---- | ---- | ---- | ---- | ---- | ---- | ---- |
| Počet obyvatel | 81   | 70   | 56   | 66   | 74   | 66   | 53   | 28   | 27   | 31   | 26   | 22   | 22   | 17   | 18   |
| Počet domů     | 10   | 10   | 9    | 10   | 11   | 10   | 10   | 10   | 10   | 8    | 7    | 12   | 12   | 12   | 12   |